# أفعال محظورة (فلم)
أفعال محظورة (بالإنجليزية: Redacted) فيلم حرب أمريكي من إخراج براين دي بالما صدر في 16 نوفمبر 2007 وصدر الفيلم بسبب جرائم المحمودية.

## روابط خارجية
- Official website
- أفعال محظورة على موقع IMDb (الإنجليزية)
- أفعال محظورة على موقع ميتاكريتيك (الإنجليزية)
- أفعال محظورة على موقع الموسوعة البريطانية (الإنجليزية)
- أفعال محظورة على موقع روتن توميتوز (الإنجليزية)
- أفعال محظورة على موقع نتفليكس (الإنجليزية)
- أفعال محظورة على موقع ألو سيني (الفرنسية)
- أفعال محظورة على موقع Turner Classic Movies (الإنجليزية)
- أفعال محظورة على موقع أول موفي (الإنجليزية)
- أفعال محظورة على موقع بوكس أوفيس موجو (الإنجليزية)
- أفعال محظورة على موقع فيلمافينيتي (الإسبانية)
- Redacted على موقع أول موفي.
- Interview with Brian De Palma, from Fresh Air program, November 14, 2007